# 世にも奇妙な物語 2013年 春の特別編
『世にも奇妙な物語 2013年 春の特別編』（よにもきみょうなものがたり にせんじゅうさんねん はるのとくべつへん）は2013年5月11日にフジテレビ土曜プレミアム枠で放送された『世にも奇妙な物語』の特別編。5月の放送は『世にも奇妙な物語 21世紀 21年目の特別編』以来となった。視聴率は14.6%。

## ストーリーテラー

### キャスト
ストーリーテラー(語り) - タモリ
新郎 - 斉藤佑介 / 新婦 - 逢澤みちる

### スタッフ
- 演出 - 小林義則（共同テレビ）

## 呪web

### ストーリー
ロングウェルシステムで働くOL・吉田ミサキは同僚の徹と交際中の一方、上司の荻野からは仕事の不手際にかこつけたパワハラに悩まされる日々を送っていた。そんな中、ミサキのパソコンに謎のメールが届く。彼女がリンクをクリックすると「呪web」へつながり、マスコットキャラの「ワラニン」が呪いのシステムを説明される。日頃の鬱憤を晴らすため、ミサキは荻野にプチ呪いをかけるが…
呪web
「ワラニン」が案内を行う「呪い代行サイト」。呪いたい相手の名前とコースを選択するだけで24時間以内に対象者に呪いがかかる。また、証拠としてメールに添付された動画で呪いが発動した瞬間の映像も見ることができる。料金はクレジットカード払い。一度掛けてしまうとキャンセルは出来ず、対象者を呪いから守っても次の呪いが掛けられてしまうため意味が無い。
コースは「プチ呪い（100円）」「ちょい呪い（1000円）」「ノーマル呪い（5000円）」「スーパー呪い（1万円）」「超絶呪い（10万円）」の5コースあり、最低ランクの「プチ呪い」では日常のちょっとしたトラブル程度の呪いがかかるが、ランクが上がるにつれその威力は増していき、「ノーマル呪い」である程度の怪我、「スーパー呪い」で長期入院が必要な病気、「超絶呪い」で死に至らしめるほどの強さとなる。

### キャスト
吉田 ミサキ - 佐々木希
ロングウェルシステム社員。上司・荻野のパワーハラスメントに悩まされている所に呪webからメールが届き、萩野に呪いをかける。
河村 恭子 - 佐津川愛美
ミサキの同僚。ミサキと山下との恋愛を応援している。
山下 徹 - 田中幸太朗
ミサキの彼氏。ロングウェルシステム営業部社員。上司に叱られるミサキに対して「社会人としての未熟さがある」と抗議する。岡本淳のノーマル呪いの動画に恭子と映っている所をミサキに目撃されるが、実際はミサキへのプレゼントの購入のために買い物をしていただけだった。
岡本 淳 - 長田成哉
指定重要指名手配犯。宅配業者を装い連続して4名の女性を殺害している凶悪犯。
荻野 仁志 - 清水一彰
ミサキ・恭子の上司。ミサキを「ゆとり」と馬鹿にし、少しのミスでも大げさに罵声を浴びせる。その後、ミサキがかけたスーパー呪いにより出勤途中に心筋梗塞を発症し、意識不明となる。
ワラニン (声) - 木村はるか
「呪web」サービスのマスコット・キャラクター。
巨漢の男 - 田中英樹
住人の女 - 岡田志織
通行人A - 城野マサト
通行人B - 名倉右喬
警官A - 廣田トモユキ
警官B - 阿部和樹
ニュースキャスター (声) - 川野良子（フジテレビアナウンサー）

### スタッフ
- 脚本 - 小川真
- 演出 - 松木創（共同テレビ）

## 石油が出た

### ストーリー
世界の石油産出量が激減し、日本では1日に停電する回数が増加傾向にあった。また、大不況のどん底に置かれている日本ではまともな職に就けるのはごくわずかな定数で湯元も日々、職を求めてハローワークに通っていた。そんなある日、公園で休憩していた湯元が「役立たず」と落書きされた小便小僧を不憫に思い、落書きを消して小便小僧を綺麗にする。その後、小便をしようとした湯元の身体に異変が起こり、小便から石油を放出するようになってしまう…。

### キャスト
湯元 義弘 - 丸山隆平 (関ジャニ∞)
無職の青年。小便小僧の銅像から恩返しを受け、尿の代わりに石油が出る体質となる。
辻浦 澄子 - 有村架純
皆井村の若い娘。美人で心優しい性格。
塩崎 謙二郎 - 小須田康人
国会議員。強欲な性格。
村長 - 渡辺哲
皆井村の村長。腹黒い性格。
副村長 - 俵木藤汰
皆井村の副村長。打算的な性格。
老婆A - 小貫加恵
老婆B - 菱沼つる子
研究所職員A - 伊勢田隆弘
研究所職員B - 渡部龍平
テレビレポーター - 幸田尚子
ハローワーク職員 - 諫山幸治
医者 - 中脇樹人

### スタッフ
- 脚本 - ブラジリィー・アン・山田
- 演出 - 植田泰史（共同テレビ）

## AIRドクター

### ストーリー
ホノルル行きの機内で男性が倒れた。乗務員がドクターコールをすると1人の男が応じる。桐原は優秀な外科医として男性の手当をする…
が、実は桐原はただの医学生だった。社会人1年の夏に海外医療ドラマを見て外科医に憧れ、会社を退職し3年間の猛勉強の末に私立明東医科大学に入学するも、医師国家試験に落ちた桐原は親や恋人に借りたお金を返すため、自分の生命保険を借金返済に充てようと死に場所を探して飛行機に搭乗していたのだった…。

### キャスト
桐原 亨 - 小栗旬
自称優秀な外科医。実は明東医科大学医学生で技術に関しては決して高くない。
増井 茂彦 - 相島一之
自称麻酔科医。実はバイパス手術をテーマにした医療漫画を担当していただけの出版編集者。麻酔医（ますいい）と増井（ますい）を聞き間違って返事をしてしまった。
原田 - 原幹恵
自称看護師。実はコスプレパブで看護師のコスプレをしているだけのホステス嬢。
玉緒 - 宮田早苗
自称水沢恭介の妻。実は水沢の隣の席に座って親しくなっただけの孤独な旅行者。
高野 - 伊藤正之
自称ハイジャック犯。実は飛行機のおもちゃの羽根を持っただけの会社員。やっと取れた休暇でのハワイ旅行を楽しみにしていた。
乗務員A - 平岩紙 / 乗務員B - 小松和重
自称客室乗務員。実は革命集団・銀の月のメンバーでハイジャックを計画していた。
エアギターの男 - 金剛地武志
自称エアギター世界一に似ている男。実は医療ミスを犯してしまったためメスを握るのが怖くなってしまった外科医。
機長 - 矢柴俊博
自称AIR WORLD SYSTEM機長。実は自らのミスにより機長と副機長の気を失わせてしまい代わりに操縦している客室乗務員。
水沢 恭介 - 平川和宏
虚血性心疾患患者。機内で突然倒れる。
温湿度計 (声) - 佐藤達
秒針を刻む時計。実は時計ではなく温湿度計。
子供 - 松田知己
本物の機長 - 矢嶋俊作
乗客A - 山口友紀
乗客B - 紅瑚
乗客C - 倉橋亜由美
店員 - 野村たかし
編集者 - 島岡安芸和
強盗犯 - イサム・S

### スタッフ
- 原作 - 小田扉『もどき』（『前夜祭』所集 / 講談社）
- 脚本 - 森ハヤシ
- 演出 - 鈴木雅之（フジテレビ）

## 不死身の夫

### ストーリー
三恵は夫の束縛する愛情が煩わしくなり、殺害することを決意し決行する。撲殺に成功し、ほっとした顔つきで自宅に戻ると、死体が消え夫が蘇っていた。めげずに絞殺後死体を埋葬、刺殺後火葬しても夫は何事もなかったかのように何度も蘇ってしまう…。

### キャスト
副島 三恵 - 檀れい
圭介の妻。夫の全てが嫌になり殺害を決意する。
副島 圭介 - 尾美としのり
三恵の夫。猟奇的ともいえる程妻を愛する。
樫尾 - 小林顕作
未来生命保険外交員。再生保険担当者。
友人A - 中村真知子
友人B - 古川りか
友人C - 森川千有
友人D - 玲里
若い男 - 林正樹

### スタッフ
- 脚本 - 高山直也
- 演出 - 石川淳一（共同テレビ）

## 階段の花子

### ストーリー
同僚教師が体調不良のため1人で若葉南小学校の夏休みの当直をすることになった相川先生。元教育実習生の小谷が忘れ物を取りに学校に来ると、相川先生が若葉南小に伝わるという「階段の花子」について語り始める。しかし、小谷との会話の流れから次第に「階段に住んでいる花子の会談話」から「事故死した女子児童の青井さゆり」へと話がすり替わっていく…。

### キャスト
相川 英樹 - 徳井義実（チュートリアル）
若葉南小学校教諭。
小谷 千紗子 - 大政絢
元教育実習生。
青井 さゆり - 錦辺莉沙
若葉南小学校児童。遠足に行った渓谷で転落死する。
花子 - 渡来琉煌（声：岸田海音）

### スタッフ
- 原作 - 辻村深月『踊り場の花子』（『ふちなしのかがみ』所収 / 角川書店）
- 脚本 - 高山直也
- 演出 - 木下高男

## スタッフ（全話共通）
- 編成企画 - 成田一樹、水野綾子、加藤達也
- 音楽 - 蓜島邦明
- 演出補 - 朝比奈陽子、本間利幸、菊川誠、淵上正人
- タイトル - 岩崎光明
- CGタイトル - 大村卓、岩下みどり
- CG - 豊直康、近藤望、本田貴雄
- アニメーション - 山元隼一
- 「石油が出た」ロゴ - 町田健一
- スタントコーディネート - 釼持誠
- スタント - 松上順也、上野山浩、小玉百夏
- 操演 - 羽鳥博幸
- 医療指導 - 佐々木理恵
- 医療協力 - 三好哲夫
- フードコーディネーター - 住川啓子
- ファッションコーディネイト - 木下勝之
- プロデューサー - 永井麗子、川西琢
- アソシエイトプロデューサー - 岩田祐二
- プロデューサー補 - 関本純一
- 制作 - フジテレビ
- 制作著作 - 共同テレビ